# Доброкам'янка
Доброка́м'янка —  село в Україні, в Інгульській сільській громаді Баштанського району Миколаївської області. Населення становить 158 осіб.

## Населення
Згідно з переписом УРСР 1989 року чисельність наявного населення села становила 562 особи, з яких 448 чоловіків та 114 жінок.
За переписом населення України 2001 року в селі мешкало 157 осіб.

### Мова
Розподіл населення за рідною мовою за даними перепису 2001 року:
| Мова       | Відсоток |
| ---------- | -------- |
| українська | 97,47 %  |
| російська  | 2,53 %   |